# Дезадиш (хребет)
Дезадиш англ. Dezadeash — горный хребет в южной части Юкона, Канада, расположенный к востоку от Хейнс-Джанкшн и к югу от Аляскинской трассы. Хребет имеет площадь 1005 км², его внешний вид имеет треугольную форму. Хотя можно считать, что Дезадиш лежит в пределах Берегового хребта, канадское правительство относит хребет Дезадиш к плато Юкон.